# Xenoclystia nigroviridata
Xenoclystia nigroviridata là một loài bướm đêm trong họ Geometridae.